# Гифема
Гифе́ма — кровоизлияние в переднюю камеру глаза, в пространство между роговицей и радужкой. Обычно сопровождается снижением или потерей зрения. Иногда глаз приобретает красноватый оттенок, либо скопление крови видно на дне передней камеры глаза. Обычно причиной гифемы является травма глаза, хотя она может случиться и без видимых причин. Состояние представляет серьёзную терапевтическую проблему и может быть причиной ряда осложнений.
Условно выделяют четыре степени тяжести гифемы:
- Степень 1 — кровь наполняет переднюю камеру менее чем на треть.
- Степень 2 — заполнение от трети до половины камеры кровью.
- Степень 3 — камера заполнена более чем наполовину, но не до конца.
- Степень 4 — «чёрный глаз», кровь целиком заполняет переднюю камеру.